# Briscoe (Virginia Occidental)
Briscoe es un área no incorporada ubicada dentro del Distrito Williams, una división civil menor del condado de Wood (Virginia Occidental), Estados Unidos. Está catalogada como un asentamiento humano por la Junta de Nombres Geográficos de los Estados Unidos.
El número de identificación (ID) asignado por el Servicio Geológico de Estados Unidos es 1553978.

## Geografía
Se encuentra a una altitud de 184 metros sobre el nivel del mar (604 pies) según el conjunto de datos de elevación nacional.